# Vicente Cabrera Funes
Vicente Cabrera Funes (1944 - 2014) fue un escritor ecuatoriano radicado en Morris, Minnesota, donde también fue catedrático de literaturas y culturas de América Latina en la Universidad de Minnesota en Morris, estudió en la Universidad Católica de Quito, Ecuador, y más tarde, en la Universidad de Massachusetts, falleció el Domingo 6 de julio de 2014 a los setenta años de edad.

## Obras

### Ensayos
- La nueva ficción hispanoamericana: a través de M.A. Asturias y G. García Márquez 1972, Luis González del Valle (coautor)
- Tres poetas a la luz de la metáfora: Salinas, Aleixandre y Guillén 1975
- Novela española contemporánea: Cela, Delibes, Romero y Hernández 1978, Luis González del Valle (coautor)

### Novelas
- La noche del té ; El gabán, 1984
- El hortelano de Ulba, o, Sonia, El soldador y El hortelano, 2003
- La sombra del espía, 2003
- Los malditos amantes de Carolina, 2005
- Dónde más si no en el Paraíso, 2008
- El suicidio de los inocentes, 2013 :3

## Links
- https://web.archive.org/web/20120309232450/http://www.morris.umn.edu/newsevents/view.php?itemID=128
- http://www.morris.umn.edu/~cabrerav/
- https://web.archive.org/web/20141019003826/http://www.ivoox.com/vicente-cabrera-funes-escritor-ecuatoriano-28-mayo-2013-audios-mp3_rf_2083216_1.html

- Datos: Q977154